# Lycaeopsis
Lycaeopsis är ett släkte av kräftdjur. Lycaeopsis ingår i familjen Lycaeopsidae.
Lycaeopsis är enda släktet i familjen Lycaeopsidae.
Kladogram enligt Catalogue of Life:
| Lycaeopsis | \| \| Lycaeopsis edwardsi \| \| \| \| \| \| Lycaeopsis neglecta \| \| \| \| \| \| Lycaeopsis themistoides \| \| \| \| \| \| Lycaeopsis zamboangae \| \| \| \| |
|            | \| \| Lycaeopsis edwardsi \| \| \| \| \| \| Lycaeopsis neglecta \| \| \| \| \| \| Lycaeopsis themistoides \| \| \| \| \| \| Lycaeopsis zamboangae \| \| \| \| |
|            | Lycaeopsis edwardsi |
|            | |
|            | Lycaeopsis neglecta |
|            | |
|            | Lycaeopsis themistoides |
|            | |
|            | Lycaeopsis zamboangae |
|            | |